# Алимханов, Рашидбек Алимханович
Рашидбек Алимханович Алимханов — советский хозяйственный и политический деятель.

## Биография
Родился в 1912 году в селе Хамаматюрт (ныне — Бабаюртовский район Дагестана) Член КПСС.
Окончил Высшую партийную школу при ЦК КПСС.
С 1931 года — учитель семилетней школы, военнослужащий Советской Армии, инспектор районо, секретарь райкома комсомола.
Участник Великой Отечественной войны: заместитель командира роты, командир огневого взвода, командир 1-й батареи 379-го артиллерийского полка 147-й стрелковой Станиславской дивизии
В 1946—1951 гг. — председатель Бабаюртовского райисполкома.
В 1951—1954 гг. — первый секретарь Карабудахкентского райкома КПСС.
В 1956—1969 гг. — первый секретарь Хасавюртовского горкома КПСС, первый секретарь Хасавюртовского райкома КПСС.
Избирался депутатом Верховного Совета СССР 6-го созыва.
Умер в 1981 году в Хасавюрте.

## Награды
- Орден Отечественной войны II степени (1945)
- Орден Трудового Красного Знамени (дважды)
- Орден Красной Звезды (1945)